# 丹維爾鎮區 (愛荷華州沃思縣)
丹維爾鎮區（英語：Danville Township）是位於美國愛荷華州沃思縣的一個行政鎮區。

## 地方資料
根據2010年美國人口普查的數據，丹維爾鎮區的面積為93.12平方千米，當中陸地面積為93.12平方千米，而水域面積為0.00平方千米。當地共有人口348人，而人口密度為每平方千米3.74人。